# Anisophyllea fallax
Anisophyllea fallax là một loài thực vật có hoa trong họ Anisophylleaceae. Loài này được Scott-Elliot mô tả khoa học đầu tiên năm 1891.